# Abbey Green (Staffordshire Moorlands)
Abbey Green – wieś w Anglii, w hrabstwie Staffordshire, w dystrykcie Staffordshire Moorlands. Leży 36 km na północ od miasta Stafford  i 221 km na północny zachód od Londynu.